# سابرینا سالرنو
نورما سابرینا سالرنو (به ایتالیایی: Norma Sabrina Salerno) که بیشتر با نام سابرینا شناخته می‌شود خواننده، مدل، هنرپیشه و تهیه‌کنندهٔ موسیقی ایتالیایی است. او بیشتر شهرتش را مدیون ترانهٔ «پسرها (عشق دوران تابستان)» و ویدئوی آن است که در پی انتشارش در سال ۱۹۸۷ به سرعت محبوب شد و به ردهٔ بالای جدول فروش موسیقی کشورهای مختلف راه یافت.
این آهنگ حتی نام آلبوم را که سابرینا بود تحت تأثیر قرار داد تا جایی که آلبوم بیشتر با عنوان پسرها شناخته می‌شد. از تک آهنگ «پسرها»، تا به امروز ۱/۵ میلیون نسخه در تمام دنیا فروش رفته‌است. همچنین ترانهٔ دیگری از همان آلبوم با نام «دختر داغ» در زمان انتشار موفق شد در ردهٔ ۱۰ آهنگ برتر ۵ کشور اروپایی قرار بگیرد.
به لطف موفقیت آلبوم و تصویر سکسی که از او در ویدئوها ارائه می‌شد سابرینا به فاصلهٔ کوتاهی به اجرای برنامه در تلویزیون و کنسرت‌های متعدد پرداخت که از معروف‌ترین آن‌ها می‌توان به کنسرت او در سال ۱۹۸۹ در مسکو اشاره کرد. جایی که طی ۳ روز متوالی، جمعیتی بالغ بر پنجاه هزار نفر در استادیوم المپیک مسکو گردهم آمدند تا اجرای او را ببینند.